# Eurynora flavoeola
Eurynora flavoeola là một loài bướm đêm thuộc phân họ Arctiinae, họ Erebidae.